# 対人感情の調節
対人感情の調節（たいじんかんじょうのちょうせつ、Interpersonal emotion regulation）とは、社会的相互作用を通じて、自己または他者の感情体験を変化させるプロセスのことである。
それは内発的感情調節と外発的感情調節を網羅する。内発的 (Intrinsic) 感情調節とは、社会的リソースを利用して自分自身の感情を変えようとするものであり、外発的 (Extrinsic) 感情調節とは、他人の感情の軌道を意図的に変えようとするものである。

## 概念の歴史
対人感情調節の概念は、人が自分自身の感情に影響を与え、それを変化させるプロセスである、感情調節 (emotional self-regulation) に関する先行研究から生まれたものである。
心理学の分野では伝統的に、自分の感情をそれぞれで管理するプロセスに焦点が当てられてきた。しかし、現代の理論では、感情調節の概念を拡大し、対人関係の中でのプロセスをも含めるようになった。
対人関係モデルでは、人間は社会的な生き物であり、孤立して感情を経験することはほとんどなく、むしろ他者の助けを借りて感情を共有し、表現し、管理することが一般的であると強調されている。

## 概念

### 内発的な対人感情調節
内発的対人感情調節とは、社会的相互作用を通じて自分自身の感情を管理することであり、例えば、他者からの社会的支援や安心感を求めることである。例えば、友人に電話して助言を求めたり、ストレスの多い状況についてパートナーに打ち明けたり、苦痛からの気晴らしとして会話に参加したりすることが挙げられる。
ネガティブな感情を調節することに加えて、人は良い知らせを他人と共有することによってポジティブな感情を増幅させようとする。対人感情調節と同様に、人は通常、対人感情調節を用いて、ネガティブ感情を減少させ、あるいはポジティブ感情を増加させたりして、自分の情動状態 (affective state) を改善しようとする。

### 外発的な対人感情調節
外発的対人感情調節とは、他人の感情に意図的に影響を与えることを指す。これは、社会的要因が個人の感情に影響を与える多くの方法の一つである。
例えば、動揺している友人を元気づけようとしたり、自分をないがしろにしているパートナーに罪悪感を感じさせようとしたり、ストレスを感じている同僚を落ち着かせようとしたりすることである。
これらの例は、対人感情調節が、他人を良くも悪くも感じさせるために使われる可能性があることを示しているが、他人を良く感じさせることの方がはるかに一般的であるようだ。

### 集団で
上記のような対人感情調節の多くは、二者関係的なものである。つまり、ある人が他の人の感情に影響を与えようとするのである。
しかし、対人感情調節は、より大きな社会集団の間でも起こりうる。例えば、職場では、リーダーが部下らのグループ全体の感情に影響を与え、彼らがより熱意とやる気を感じられるようにしようとするかもしれない。また、支援グループでは、グループ全体が協力して、あるメンバーの感情に影響を与え、そのメンバーの不安や落ち込みを軽減させようとするかもしれない。
対人感情調節は、私たちが持つ重要な社会的関係のほとんどで用いられている。
発達心理学や臨床心理学の分野では、人は他人の感情に影響を与えようとする（例えば、母親は赤ん坊の感情に影響を与え、セラピストはクライアントの悲しみを和らげようとする）ことが長い間認識されてきた。
さらに最近では、社会心理学者や組織心理学者が、恋愛関係や家族関係、様々な職場環境（病院、法律事務所、債権回収会社、刑務所など）において、対人感情調節が用いられていることを記録している。
対人感情調節は、社会的相互作用をより円滑にする方法として、見ず知らずの人に対しても用いられることがある。

### 関連するプロセス
対人感情調節は、他者に感情的、情報的、または実際的な支援を与える、社会的支援と重なる。
対人感情調節のモデルは、（支援を求めることによって）自己の感情を改善する、あるいは（支援を提供することによって）他者の感情を改善するという調節目標の枠組みの中で、社会的支援を規定している。
ソーシャルサポートの感情調節メカニズムには、注意の展開（例えば、否定的な考えから会話に注意をそらす）や認知の変化（例えば、「明るい面を見る」ように励ましたり、与えられた状況に対するネガティブな解釈を変えたりする）が含まれる。
対人感情調節は、感情伝染など、人が他人の感情に影響を与えるようになる、他のプロセスとも関連している。同様に、自分の感情体験を他の人に伝えなければならないという強迫観念（感情の社会的共有と呼ばれる）も、私たちが感じていることを他の人が感じるようになる可能性がある。
これらのプロセスと対人感情調節の違いは、関係する処理のレベルである。対人感情調節はコントロールされたプロセスであり、それによって人は意図的に他者の感じ方を変えようとする。これとは対照的に、感情伝染は比較的自動的で、意識することなく行われると考えられている。
対人感情調節は、感情労働、つまり仕事の役割の一部としての感情調節に関連している。感情労働では、従業員（通常はサービスやケアの役割）は仕事の一環として自分の感情を管理することが求められる（例えば、「笑顔でサービス」）。従業員は仕事の一環として、顧客や取引先の感情を管理することも求められるため（例えば、借金取りは、支払いを促すために、リラックスした債務者の不安を引き出すことが求められる）、対人感情調節は感情労働の一形態として行われることがある。
もう1つの関連するプロセスは対人影響力であり、これは他人の態度や行動を変えようとするものである。ここでの重要な違いは、対人感情調節は主に、他人の感情を変えることに関心があり、態度や行動の変化は、感情への影響に対して二次的なものであるということである。

## 理論

### ソーシャル・ベースライン理論
行動生態学から導き出されたジム・コーンの社会的ベースライン理論は、人間は社会的環境の中で機能するように適応してきたと主張する。脳は、他人と近くにいることが規範であり、ベースラインであると仮定して行動する。
人が社会的に孤立すると、ストレスや不健康と関連するが、それとは対照的に、社会的接近は脅威に対する心血管系、ホルモン、神経系反応の減衰、さらには長寿や身体的健康と関連している。他者が存在することで、そして感情を社会的に制御することで、努力や代謝リソースを節約することができると理論化されている。
例えば、背外側前頭前野は、他者が存在する間、ネガティブ感情を抑制している間、あまり活性化しない。社会的接近は、
1）リスクの分散
2）負荷の分担
3）資本化
という3つのメカニズムを通じて、感情調節の利益をもたらすと仮定される。
リスク分散は、集団のサイズが大きくなるほどリスクが低くなるように見えるため、脅威に対する警戒心を低下させる。負荷の分担には、必要に応じて親しい他人が助けや資源を提供してくれるという知識が含まれる。最後に、資本化とは、ポジティブな感情が他者と共有されることによって強まることを指す。

### 対人関係調節マップ
ジャミール・ザキとクレイグ・ウィリアムズ（2013）によって提唱された著名なモデルは、対人感情調節の異なるクラスを、2つの直交する次元に沿って概念化している。
1つ目の「内発的 対 外発的」とは、調節しようと努力する対象について表す。内発的調節には、社会的接触を通じて自分自身の感情を変えようとする試みが含まれる。外発的調節には、他人や集団の感情を変えようとする試みが含まれる。
2つ目の次元である「反応依存型 対 反応非依存型」は、調節しようとする努力が他者の行動に依存するか否かを意味する。他者の反応や行動に依存するプロセスは、反応依存的とみなされる。また、他者の行動に依存しない戦略は、反応非依存的と分類される。
このモデルにより、対人感情調節には4つの分類ができる：
1. 本質的反応依存性：他者との相互作用を通じて自分の感情を変えようとし、そのフィードバックが調節の試みに影響を与える。安全行動はこのカテゴリーに入る。例えば、不安を和らげるために、子どもは母親に慰めを求め、母親はなだめるような反応を示すかもしれない。社会的共有の中には、聞き手のフィードバックが話し手の感情に影響を与えるという点で、本質的な反応依存戦略と考えられるものもある。例えば、良い知らせを共有することで、自分のポジティブ感情を強めることができるが、それは聞き手が熱狂的に反応した場合に限られる。
2. 本質的な反応に依存しない：このカテゴリーに分類されるプロセスは、社会的接触を通じて自分自身の感情体験を変化させようとするものであるが、その調節の成否は他者の反応や行動には依存しない。感情ラベリング、つまり感情を言葉にすることで、感情体験の強度を弱めることができ、必ずしも他者の反応に依存することなく、社会的文脈におけるコミュニケーション中に一般的に起こる。例えば、会話を通じて自分の感情を説明することで、自身の感情をより微妙に理解することができ、対処が容易になるかもしれない。
3. 外在的反応依存的：他者の感情を変化させることを目標に行動し、そのフィードバックが調節の試みの成功を示す上で、重要な役割を果たす。例えば、他者の情動状態を改善しようとする向社会的行動や共感的反応のような関連するプロセスがある。相手が助けを受けられたかどうかを示すには、相手からのフィードバックが必要である。
4. 外在的反応に依存しない：この分類には、相手のフィードバックに依存しない、相手の情動体験を変えようとする試みが含まれる。例えば、温かな輝きを与えることで、相手が恩恵を受けたかどうかの合図を受け取ることなく、向社会的行動に関与するという、外発的な目標が達成されることがある。

## 戦略
人が他人の感情に影響を与えるために使える戦略は、潜在的に何百もある。ニーヴンらによって報告された一連の研究では、ほぼ400ものユニークな戦略が生み出され、それらは主に他者の感情を改善するために使われるか、悪化させるために使われるかに応じて区別することができる。もう一つの重要な区別は、感情を引き起こした特定の状況に人を関与させる戦略（例えば、相手に状況を別の見方で見てもらおうとする）と、注意をそらす戦略（例えば、相手に冗談を言う）の違いである。
ニーヴンらの分類に基づく研究によると、これらの異なる戦略タイプは、それを使用する人々の幸福に異なる影響を与え、また使用される人々にも異なる影響を与えることが示されている。また、両者間の関係の質に対しても、異なる影響を与える可能性がある。
対人感情調節の戦略を区別する別の方法は、焦点を当てる感情の段階によるものである。
ジェームズ・グロスの感情プロセス・モデルに触発された研究者の中には、誰かが感じている根本的な感情を変えようとする戦略と、その人が外に向かって表現する感情を変えようとする戦略には違いがあると指摘する人もいる。

## 精神病理学において
対人感情調節不全のパターンは、精神健康障害の発症と維持に寄与している可能性がある。
不安障害は、恐怖刺激の回避によって永続する。回避行動には 「安全な人」の存在も含まれ、その人は不安な人の苦痛を軽減する一方で、回避を否定的に強化する。たとえば、パニック障害のある人は、パートナーに職場まで車で送ってもらうことで、運転中にパニック発作が起こるのではないかという恐怖を和らげることができる。このようなパターンは他者への依存を招き、継続的な回避(例えば、一人で車を運転すること)を助長する可能性がある。不安障害で用いられるもう1つの対人関係戦略は、安心感を求めることである。例えば、強迫性障害の人は、ドアがロックされていることを保証してくれるルームメイトに頼るかもしれないし、全般性不安障害の人は、恋愛相手に愛の保証を求めるかもしれない。

### うつ病
うつ病患者は不適応な対人相互作用を経験し、それが抑うつ症状の一因となっている。このような行動には、恋愛相手に対するより大きな否定的表現（批判、非難、要求、離脱など）や否定的なフィードバックを求めることが含まれる。また、過度の安心感を求めることもうつ病の脆弱性因子である。しかし、マロクィン（2011）は、ソーシャルサポートのポジティブな効果のメカニズムとして、適応的な対人感情調節を提案している。自己言及的な否定的思考から注意をそらし、認知的再評価を促進するような社会的相互作用は、うつ病の緩和に役立つ可能性がある。

### 境界性パーソナリティ障害
生物社会的モデルによれば、境界性パーソナリティ障害の人が激しい感情表現をするようになるのは、発達の過程で強化されてきたからである。例えば、感情感受性が鋭くなった10代の女性は、自殺未遂を予告するまで家族から相手にされない。家族が極端な感情表現に注意を払って対応すれば、彼女はこのような方法で感情表現を続けることを学習する。発散は、パーソナリティ障害の症状と関連するもう1つの対人感情調節戦略である。

### 心理療法
ある種の心理療法は、対人関係的な要因を対象として幸福感を向上させる。弁証法的行動療法は、もともと境界性パーソナリティ障害の人のために開発されたもので、クライエントに対人関係の有効性を教え、これには明確で社会的に受け入れられる方法で感情を伝えるためのさまざまなスキルが含まれる。アサーティブネス・トレーニングは、不安を抑制するための言語的および非言語的アサーティブネス・スキルを教える行動介入である。

## 評価尺度
● 他者と自己の感情調節（Emotion Regulation of Others and Self, EROS）
● 対人感情調節質問票（Interpersonal Emotion Regulation Questionnaire, IERQ）
● 対人関係調節質問票 （Interpersonal Regulation Questionnaire, IRQ）
● 対人感情調節困難度（Difficulties in Interpersonal Regulation of Emotion, DIRE）
など、対人感情調節の自己報告を測定するための質問票がいくつか開発されている。

### 他者と自己の感情調節
他者と自己の感情調節（The Emotion Regulation of Others and Self, EROS）質問紙は、自分自身または他者の感情を改善または悪化させるために用いられる方略を評価する、自由に利用できる尺度であり、2×2の枠組みが得られる：
1）内発的感情改善
2）内発的感情悪化
3）外発的感情改善
4）外発的感情悪化
である。
内発的下位尺度は10項目を用いて感情の自己調節を測定する。外発的下位尺度は、9項目を用いて、他者の感情を改善または悪化させようとする意図的な試みを測定する。感情悪化の次元の項目支持率は低く、人は自分や他者の感情を悪化させようと意図的に試みることはほとんどないことが示唆される。しかし、外発的感情悪化は健康関連の障害と関連しており、このような方略に関与することは、社会的な悪影響のためと思われる有害な影響を示唆している。さらに、感情改善因子は現在の感情レベルとは無関係であり、これは尺度の心理測定学的特性、あるいは現在の気分状態と方略の使用との間の不一致（例えば、否定的な気分状態にあるときに感情改善方略の使用をより頻繁に報告するなど）に起因している可能性がある。

### 対人感情調節質問票
対人感情調節質問票（The Interpersonal Emotion Regulation Questionnaire, IERQ）は、個人が他者を利用することで自分の感情を調節する方法を評価するためにデザインされた20項目の尺度である。この質問票は、参加者への質的インタビューを通じて作成された（例えば、「気分が落ち込んでいるとき、どのような方法で他の人に気分を良くしてもらうか」）。この4因子には、「ポジティブな感情を高める」（幸福感を高めるために社会的相互作用を求める）、「見通しを立てる」（他の人がより悪い状況にあることを指摘するために他の人を勧誘する）、「なだめる」（他の人からの慰めや同情を求める）、「社会的モデリング」（対処方法の例を得るために他の人を観察する）が含まれる。自由に利用できる指標である。

### 対人関係調節質問票
対人関係調節質問票（Interpersonal Regulation Questionnaire, IRQ）は、内在的対人感情調節に関する16項目の尺度であり、感情的な出来事に反応して社会的リソースを利用する個人の傾向と、対人関係戦略が感情的経験を改善する上で、どの程度効果的であるかについての認知的自己効力感を評価するものである。
個人が意図的に気分を悪化させることはあまり一般的ではないため、この測定ではポジティブ感情を増加させ、ネガティブ感情を減少させることに焦点を当てている。高い対人感情調節傾向と有効性は、より大きな感情表現、共感、社会的なつながり、支援的な人間関係に関連している。自己効力感 (エフィカシー) が高い人は、社会的支援の恩恵を受けやすい。

### 対人関係感情調節困難度
対人関係における感情制御の困難度（Difficulties in Interpersonal Regulation of Emotion）は、精神病理学に関連すると思われる不適応な対人感情調節戦略の自己報告尺度である。回答者は、ストレスの多い仮想的なシナリオ（課題志向型、恋愛型、社交型）に関する3つのビネットに対して、様々な戦略を用いる可能性がどの程度あるかを評価する。DIRSは4つの因子から構成され、2つの対人的（受け入れる、避ける）、2つの対人的（安心感を求める、発散する）戦略が含まれる。再確認を求めることは、全体的な感情調節障害、うつ病や不安症状と関連している。再確認を求めることと発散することの両方が、否定的感情、対人関係の問題、ストレス、境界性パーソナリティ障害の症状と関連している。